# 崔斯頓·卡薩斯
崔斯頓·卡薩斯（英語：Triston Casas，2000年1月15日—），為美國職棒大聯盟的一壘手，目前效力於波士頓紅襪。2018年大聯盟選秀，他在首輪第26順位被紅襪隊選走。

## 職業生涯
2019年，卡薩斯從1A出發。他在6月入選明星賽，並在百大新秀中排名第98名。9月1日，他升上高階1A。整季他敲出20轟與81分打點，打擊率為2成54。
2020年，因COVID-19疫情肆虐，小聯盟賽事全面暫停。他在8月入選球隊的陪練名單，而他在這時已經成為紅襪隊的農場排名第一新秀。2021年，卡薩斯從2A出發，並在季中升上3A。整季他的打擊率為2成79，並敲出14轟與59分打點。
2022年，卡薩斯受邀參加大聯盟春訓。5月中，卡薩斯因高位腳踝扭傷休養了一個月。他在9月4日成功登上大聯盟，並在初登場敲出生涯首安。兩天後，他擊出生涯首轟。整季他在大聯盟的打擊率為1成97，並敲出5轟與12分打點。
2023年，卡薩斯成為球隊的固定先發一壘手。他在7月繳出3成48的打擊率，並敲出7轟與13分打點，順利獲選為美聯單月最佳新秀。

## 國際賽
卡薩斯曾代表美國隊參加U18層級的賽事，他曾在2017年U-18世界盃棒球賽獲選為賽會的MVP。
2021年5月，美國隊宣布卡薩斯將代表出戰延後一年舉辦的東京奧運棒球賽。他在面對南韓、日本和多明尼加都有開轟，最後美國在冠軍賽惜敗地主日本拿下銀牌。

## 個人生活
卡薩斯的弟弟蓋文目前在南加州大學棒球隊擔任一壘手，他先前曾就讀於范德堡大學。

## 外部連結
- 特里斯頓·卡薩斯在美國職棒官網（英语）
- 特里斯頓·卡薩斯在Baseball-Reference.com（小聯盟以及海外聯盟）（英语）
- 特里斯頓·卡薩斯在ESPN（MLB）（英语）
- 特里斯頓·卡薩斯在The Baseball Cube（英语）
- 特里斯頓·卡薩斯在Olympics.com（英语）
- 特里斯頓·卡薩斯在Olympedia（英语）
- 崔斯頓·卡薩斯的X（前Twitter）